# Johann (Bischof von Tripolis)
Johann (frz. Jean; † vor 1186) war Kanzler des Fürstentums Antiochia und Bischof von Tripolis.
Seine Herkunft ist unbekannt. Erstmals 1173 ist er als Kanzler von Antiochia urkundlich belegt. Er war ein Kleriker und Archidiakon von Antiochia. 1183 wurde er Bischof von Tripolis (im Mai 1183 ist er urkundlich als Bischof und Kanzler belegt) und gab spätestens 1184 das Amt des Kanzlers von Antiochia auf.
Letztmals ist er 1184 urkundlich belegt. Er starb spätestens 1186; in diesem Jahr ist sein Nachfolger Aimerich als Bischof von Tripolis belegt.